# Agonum anchomenoides
Agonum anchomenoides är en skalbaggsart som beskrevs av Randall. Agonum anchomenoides ingår i släktet Agonum och familjen jordlöpare. Inga underarter finns listade i Catalogue of Life.